# Molinilla
Molinilla es un concejo del municipio de Lantarón, en la provincia de Álava, País Vasco, España. 

## Situación
Está situado en la parte este del municipio, en el centro de la cuadrilla de Añana, a una altitud de 605 metros. Las localidades más cercanas a Molinilla son Salcedo, Turiso y Leciñana del Camino, todas ellas en el entorno de Miranda de Ebro y algo más lejanas de la capital de la provincia (Vitoria).

## Historia
La población estaba en la antigua vía de Salinas de Añana al Ebro y tuvo una torre de defensa perteneciente a los Hurtado de Corcuera.

## Demografía
| Gráfica de evolución demográfica de Molinilla entre 2000 y 2017 |
|                                                                 |
| Población de derecho según los censos de población del INE.     |

## Entorno y accesos
El mejor acceso a Molinilla es por la A-4322, que nace desde la A-2122, en una pronunciada curva a la altura entre las dos zonas industriales de Zubillaga.
Paisajísticamente el pueblo de Molinilla, por su elevación en la zona, al igual que su vecino Turiso, es un privilegiado mirador sobre el valle del Ebro entre el desfiladero de Sobrón y Miranda de Ebro.

## Monumentos
Dolmen de La Mina. Necrópolis de San Miguele. Torre de los Hurtado de Corcuera.

## Webs
- Web de la Cuadrilla de Añana
- Página oficial del Ayuntamiento de Lantarón